# Ilha da Almada

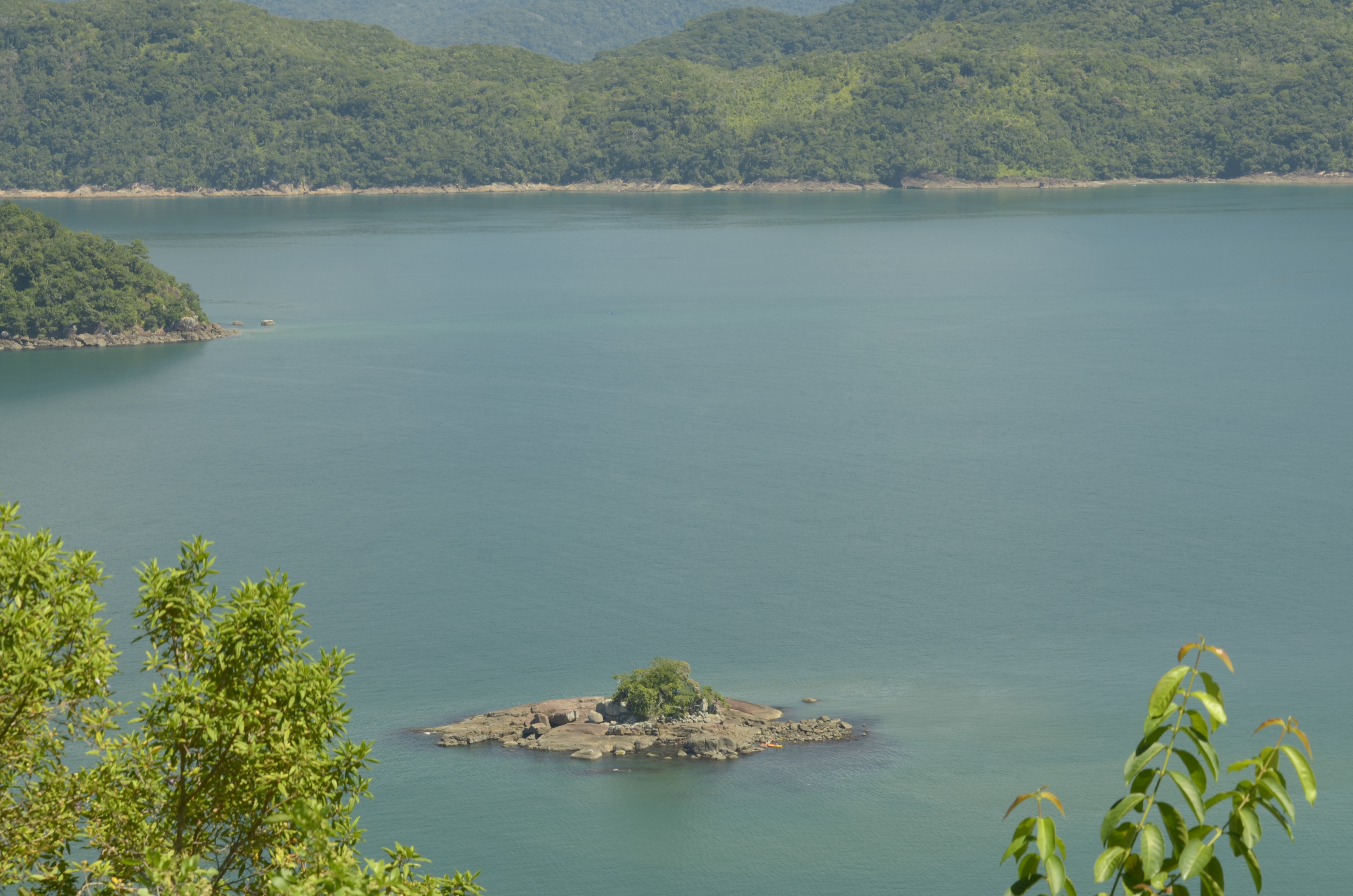
A ilha da almada em 2014

Ilha da Almada fica localizada ao norte do município brasileiro de Ubatuba, no litoral norte do estado de São Paulo. Trata-se de uma ilha inserida no Parque Estadual da Serra do Mar, a cerca de 2km de distância da Praia da Almada. A ilha conta com uma construção de 1.100 m², mirante, piscina e diversas faixas de areia que servem como praias particulares.